# Echinotriton maxiquadratus
Espèce
Echinotriton maxiquadratus est une espèce d'urodèles de la famille des Salamandridae.

## Répartition
Cette espèce est endémique du Sud de la Chine.

## Publication originale
- Hou, Wu, Yang, Zheng, Yuan & Li, 2014 : A missing geographic link in the distribution of the genus Echinotriton (Caudata: Salamandridae) with description of a new species from southern China. Zootaxa, no 3895 (1), p. 89–102.